# Ectropis lungtania
Ectropis lungtania là một loài bướm đêm trong họ Geometridae.